# Vale Florestar
Vale Florestar é um projeto de conservação, reflorestamento e reabilitação de matas nativas da Floresta Amazônica, criado em 2007 pela empresa brasileira Vale. Em 2010 foi transformado em um Fundo de Investimento Participativo e em 2014 o fundo foi comprado pela Suzano Papel e Celulose.
As ações de reflorestamento de áreas degradadas, associadas ao incentivo de empreendimentos florestais de longo prazo, resultaram, até o início de 2011, em mais de 32 mil hectares de árvores plantadas e 59 mil hectares destinados à proteção e recuperação de florestas nativas. 

## Objetivos
O projeto é uma iniciativa da Vale, que em todo o mundo protege ou ajuda a proteger mais de 10 mil quilômetros quadrados de áreas verdes. O Vale Florestar tem como objetivo conservar a biodiversidade das matas, implementar o conceito de reflorestamento numa das regiões que mais sofrem com a pressão por desmatamento e promover a ocupação ordenada do território, visando o desenvolvimento econômico e social sustentado.
A meta do Vale Florestar é recuperar 300 mil hectares da Floresta Amazônica, sendo 180 mil para proteção e recuperação de ecossistemas naturais e 120 mil para implantação de florestas industriais. Esta ação representa um alto índice de seqüestro de carbono na região.
Três anos após a criação do projeto, a iniciativa agora conta com a criação de um fundo de reflorestamento com recursos da própria Vale, do Banco Nacional de Desenvolvimento Econômico e Social (BNDES) e dos fundos de pensão Funcef (dos funcionários da Caixa Econômica Federal) e Petros (dos servidores da Petrobras). Esse fundo possibilitou a criação da empresa Vale Florestar S.A. em 2010.

## Municípios que fazem parte do Vale Florestar
- Dom Eliseu
- Paragominas
- Rondon do Pará
- Ulianópolis